# Nemesis 2
Nemesis 2 (ook wel Gradius 2 in Japan) is een door Konami in 1987 uitgebracht computerspel voor het MSX-platform. In Japan zelf heette dit spel Gradius 2. Het is een side-scrolling actiespel van het type shoot 'em up.
Het verhaal sluit aan bij Nemesis en de gameplay is grotendeels hetzelfde. Het is een spel waarin de speler een ruimteschip bestuurt. Men begint met een langzaam en slecht bewapend toestel en in ieder level bevindt zich op het einde een groot moederschip dat vernietigd dient te worden. Door aan het moederschip te koppelen en tijdens het spel energiecellen te verzamelen kan de speler een zwaardere bewapening krijgen. Het spel kan gespeeld worden door één speler, of met twee spelers om de beurt.
De spelcartridge bevat een SCC-geluidschip, waardoor het geluid van betere kwaliteit is in vergelijking tot de ingebouwde PSG-geluidschip.

## Extra level
Een speler die in het andere cartridgeslot het spel Salamander heeft gestoken, krijgt daar in aanvulling op de zes normale levels nog een Operatie 3+, eigenlijk een laatste ronde van Nemesis 2.

## Platforms
| Jaar | Platform              |
| ---- | --------------------- |
| 1987 | MSX                   |
| 1993 | Sharp X68000          |
| 2006 | Mobiele telefoon      |
| 2009 | Wii Virtual Console   |
| 2015 | Windows               |
| 2016 | Wii U Virtual Console |

- Het spel maakte onderdeel uit van het compilatiespel Konami Antiques: MSX Collection Vol. 2 dat in 1998 uitkwam.
- Het spel kwam beschikbaar voor de Sega Saturn via Konami Antiques: MSX Collection Vol. 1 dat in 1998 uitkwam.